# Regional Preferente de Navarra 1974-75
La temporada 1974-75 de Regional Preferente de Navarra se convierte en el quinto nivel de las Ligas de fútbol de España para los clubes de Navarra y La Rioja, por debajo de la Tercera División de España, tras la creación de la Segunda División B.

## Sistema de competición
Los 20 equipos en un único grupo, que se enfrentan a doble vuelta, una vez en casa y otra en el campo del equipo rival, todos contra todos.
El primer clasificado ascendió directamente y el segundo jugó una promoción de permanencia-ascenso contra uno de los clasificados entre los puestos 13.º a 16.º de cada grupo en Tercera División. 
Los puestos de descenso directo son variables, dependiendo de los ascensos a Tercera División y los descensos desde esta categoría de equipos riojanos y navarros. Se deben compensar con los tres ascensos directos desde Primera Regional de los campeones de cada grupo. Además, hay una promoción de permanencia-ascenso entre los tres equipos clasificados justo por encima de los descendidos directamente y los segundos clasificados de cada grupo de Primera Regional.

## Clasificación[1]
| Pos. | Equipo                       | Pts. | PJ | G  | E  | P  | GF | GC  | Dif. |                                |
| ---- | ---------------------------- | ---- | -- | -- | -- | -- | -- | --- | ---- | ------------------------------ |
| 1    | C. D. Alfaro (C, A)          | 53   | 38 | 23 | 7  | 8  | 85 | 32  | +53  | Ascenso a Tercera              |
| 2    | C. D. Peña Sport             | 52   | 38 | 19 | 14 | 5  | 56 | 25  | +31  | Promoción de ascenso a Tercera |
| 3    | C. D. Sangüesa               | 50   | 38 | 22 | 6  | 10 | 65 | 42  | +23  |                                |
| 4    | C. Haro Deportivo            | 49   | 38 | 19 | 11 | 8  | 61 | 34  | +27  |                                |
| 5    | U. D. C. Chantrea            | 48   | 38 | 21 | 6  | 11 | 79 | 40  | +39  |                                |
| 6    | C. D. Izarra                 | 43   | 38 | 18 | 7  | 13 | 65 | 49  | +16  |                                |
| 7    | C. Atlético Cirbonero        | 42   | 38 | 17 | 8  | 13 | 47 | 33  | +14  |                                |
| 8    | C. D. Oberena                | 41   | 38 | 15 | 11 | 12 | 50 | 45  | +5   |                                |
| 9    | C. Atlético Osasuna Promesas | 40   | 38 | 18 | 4  | 16 | 55 | 41  | +14  |                                |
| 10   | C. D. Burladés               | 38   | 38 | 14 | 10 | 14 | 39 | 55  | −16  |                                |
| 11   | C. D. Erriberri              | 38   | 38 | 14 | 10 | 14 | 59 | 53  | +6   |                                |
| 12   | C. D. Alesves                | 38   | 38 | 14 | 10 | 14 | 50 | 52  | −2   |                                |
| 13   | C. D. Iruña                  | 36   | 38 | 13 | 10 | 15 | 56 | 56  | 0    |                                |
| 14   | C. D. Lagun Artea            | 34   | 38 | 13 | 8  | 17 | 51 | 56  | −5   |                                |
| 15   | C. D. Peña Azagresa          | 34   | 38 | 13 | 8  | 17 | 63 | 67  | −4   | Promoción de permanencia       |
| 16   | C. D. Muskaria de Tudela     | 34   | 38 | 13 | 8  | 17 | 30 | 73  | −43  | Promoción de permanencia       |
| 17   | C. D. Logroñés Promesas      | 33   | 38 | 13 | 7  | 18 | 35 | 53  | −18  | Promoción de permanencia       |
| 18   | C. Atlético Artajonés        | 32   | 38 | 11 | 10 | 17 | 46 | 42  | +4   | Descenso a Primera Regional    |
| 19   | C. D. Larrate                | 13   | 38 | 5  | 3  | 30 | 29 | 94  | −65  | Descenso a Primera Regional    |
| 20   | C. D. La Calzada             | 12   | 38 | 5  | 2  | 31 | 27 | 106 | −79  | Descenso a Primera Regional    |

 Fuente: Fútbol Regional

## Promoción de ascenso[2]
| Equipo 1    | Agr. | Equipo 2         | Ida | Vuelta | 3er partido |
| ----------- | ---- | ---------------- | --- | ------ | ----------- |
| C. D. Turón | 1-0  | C. D. Peña Sport | 0-0 | 0-0    | 1-0         |

| Ida; 8 de junio de 1975 | C. D. Turón | 0:0 | C. D. Peña Sport |  |  |

| Vuelta; 15 de junio de 1975 | C. D. Peña Sport | 0:0 | C. D. Turón |  |  |

| Desempate; 22 de junio de 1975 | C. D. Turón | 1:0 (Global 1:0) | C. D. Peña Sport |  |  |

| Permanece en Tercera División el |
| C. D. Turón                      |

## Promoción de permanencia[3]
| Equipo 1                | Agr. | Equipo 2                 | Ida | Vuelta |
| ----------------------- | ---- | ------------------------ | --- | ------ |
| C. D. Berceo            | 1-3  | C. D. Muskaria de Tudela | 1-0 | 0-3    |
| C. D. Azkoyen           | 5-4  | C. D. Peña Azagresa      | 5-2 | 0-2    |
| C. D. Logroñés Promesas | 3-5  | C. D. Ilumberri          | 2-1 | 1-4    |

| Ida; 8 de junio de 1975 | C. D. Berceo | 1:0 | C. D. Muskaria de Tudela |  |  |

| Vuelta; 15 de junio de 1975 | C. D. Muskaria de Tudela | 3:0 (Global 3:1) | C. D. Berceo |  |  |

| Ida; 8 de junio de 1975 | C. D. Azkoyen | 5:2 | C. D. Peña Azagresa |  |  |

| Vuelta; 15 de junio de 1975 | C. D. Peña Azagresa | 2:0 (Global 4:5) | C. D. Azkoyen |  |  |

| Ida; 8 de junio de 1975 | C. D. Logroñés Promesas | 2:1 | C. D. Ilumberri |  |  |

| Vuelta; 15 de junio de 1975 | C. D. Ilumberri | 4:1 (Global 5:3) | C. D. Logroñés Promesas |  |  |

| Asciende a Regional Preferente    | Desciende a Primera Regional   |
| C. D. Azkoyen                     | C. D. Peña Azagresa            |
| C. D. Ilumberri                   | C. D. Logroñés Promesas        |
|                                   |                                |
| Permanecen en Regional Preferente | Permanecen en Primera Regional |
| C. D. Muskaria de Tudela          | C. D. Berceo                   |